# DNSBL
DNSBL (lub DNS Blacklist) - usługa oparta na DNS-ie wykorzystywana do publikowania list adresów IP nadawców spamu. Jeśli system używa filtrów DNSBL, to przy każdym nadchodzącym połączeniu SMTP wykonywane jest zapytanie (wyszukiwanie) na wybranych listach DNSBL. Jeśli adres łączącego się hosta zostanie znaleziony na liście, to może to zostać zapisane w logach lub połączenie SMTP może zostać odrzucone.
DNSBL jest wykorzystywana w wielu programach antyspamowych, na przykład w SpamPalu. Większość popularnych serwerów SMTP takich jak np. Sendmail czy Postfix posiada możliwość skanowania adresów IP nadawców. Bazy DNSBL wykorzystują także skanery proxy w sieciach IRC.

## Przykład zapytania do bazy DNSBL
Serwer otrzymuje pocztę od adresu IP 12.34.56.78. Wysyła więc do serwera bazy DNSBL (przykładowa baza: dnsbl.example.org) zapytanie: 78.56.34.12.dnsbl.example.org. IN A.
Jeżeli adres jest wpisany w bazie jako szkodliwy, wówczas zwracany jest adres IP z przedziału 127.0.0.0 do 127.0.0.255. Jeżeli jednak adres nie figuruje w bazie, zwracany jest błąd NXDOMAIN. Praktycznie każda baza DNSBL posiada własną klasyfikację adresów, gdyż istnieją bazy grupujące np. węzły sieci Tor czy też komputerów rozsyłających spam. Dokładniejsze informacje zwykle są umieszczone na stronie WWW danej bazy.